# Скуба Петро Олександрович

Петро Скуба в образі Вініция («Камо грядеши?» Ж. Нугеса), Опера С. Зіміна, 1910 рік

Петро Олександрович Скуба (нар. 1879, Чернігівська губернія — пом. 26 січня (7 лютого) 1917, Одеса) — український оперний співак (лірико-драматичний тенор). Чоловік співачки І. В. Бурської.

## Освіта, діяльність
Навчався співу в Московській консерваторії у класі У. Мазетті, пізніше удосконалював виконавську майстерність в Італії (коштом С. Зиміна). У 1909–1914 роках виступав в Опері С. Зиміна (Москва). Надалі виступав на оперних сценах Києва (1914–1916) і Одеси (1916–1917). Гастролював в Єкатеринбурзі (1909), Ростові-на-Дону, Новому Новгороді (1914).

## Партії
Перші партії:
- Дато («Зрада» М. Іпполітова-Іванова, 1910);
- Вініция («Камо грядеши?» Ж. Нугеса, 1910);
- Нандо («Долина» Е. д'Альбера, 1911);
- Глуховцев («Дні нашого життя» Олексія Глуховцева, 1913).

Інші парії: Богдан Собінін («Життя за царя» М. Глінки), Самозванець («Борис Годунов» М. Мусоргського), Князь Андрій Хованський («Хованщина» М. Мусоргського), Садко (однойм. опера М. Римського-Корсакова), Моцарт («Моцарт і Сальєрі» М. Римського-Корсакова), Іван Ликов («Царська наречена» М. Римського-Корсакова), Ленський («Євгеній Онєгін» П. Чайковського), Княжич Юрій («Чародійка» П. Чайковського), Андрій («Мазепа» П. Чайковського), Герман («Пікова дама» П. Чайковського), Водемон («Іоланта» П. Чайковського), Андрій («Опричник» П. Чайковського), Хозе («Кармен» Ж. Бізе), Фауст (однойм. опера Ш. Ґуно), Педро («Долина» Е. д'Альбера), Радамес («Аїда» Дж. Верді), Альфред («Травіата» Дж. Верді), Пінкертон («Чіо-Чіо-сан»/«Мадам Баттерфляй» Дж. Пуччіні), Турідду («Сільська честь» П. Масканьї), Тангейзер (однойм. опера Р. Вагнера).